# Marché By
 (novembre 2022).
Si vous disposez d'ouvrages ou d'articles de référence ou si vous connaissez des sites web de qualité traitant du thème abordé ici, merci de compléter l'article en donnant les références utiles à sa vérifiabilité et en les liant à la section « Notes et références ».
Le Marché By (en anglais, ByWard Market) est un quartier d’Ottawa.

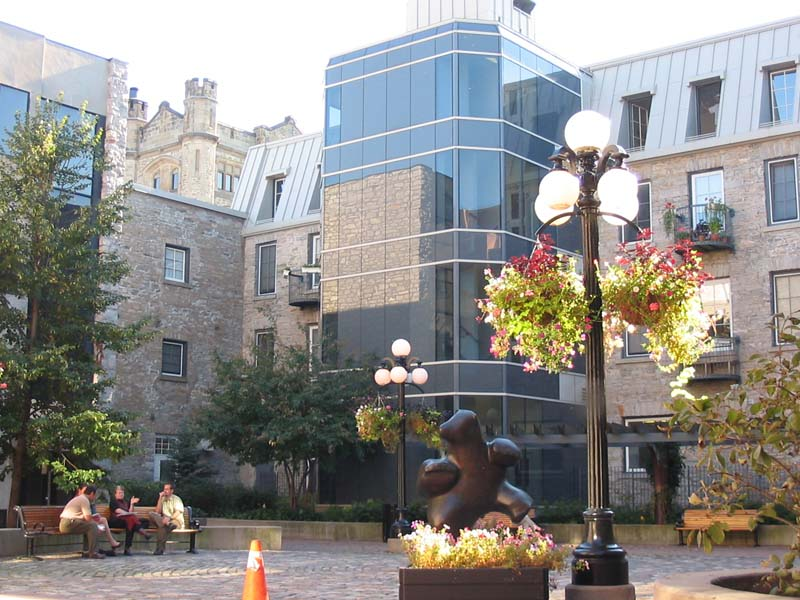
Un cœur d’îlot ouvert.

Traditionnellement, le Marché By a été un lieu de convergence des communautés francophone et irlandaise d’Ottawa. L’importante communauté catholique y a fondé la cathédrale de Notre-Dame, l’une des plus grandes et plus anciennes églises catholiques d’Ottawa[réf. nécessaire].